# Поляриметрія
Поляриметрія (рос. поляриметрия, англ. polarimetry; нім. Polarimetrie f) — метод дослідження речовин, оснований на вимірюванні міри поляризації світла і оптичної активності, тобто величини кута повороту площини поляризації світла при проходженні його через оптично активні речовини.
Кут повороту в розчинах залежить від їхньої концентрації, тому поляриметрія широко застосовується для вимірювання концентрації оптично активних речовин. Зміна кута обертання при зміні довжини хвилі світла (спектрополяриметрія) дозволяє вивчати будову речовини і визначати кількість у суміші оптично активних речовин. Поляриметрія використовується в різних галузях промисловості для аналізу органічних сполук, продуктів переробки гірничо-хімічної сировини.